# Caravan of Courage: An Ewok Adventure
Caravan of Courage: An Ewok Adventure (originalmente The Ewok Adventure) es una película hecha para la televisión de 1984 estadounidense basada en el universo de Star Wars. Fue estrenada en cines en Europa con el título actual. 
La película se centra en la lucha de un hermano y hermana, tras estrellarse con sus padres en Endor, después de que los progenitores sean secuestrados por un monstruo conocido como el Gorax. La película se desarrolla en algún momento entre el quinto y sexto episodios de la saga de Star Wars. Es la primera de las dos películas spin-off que ofrecen los ewoks de El retorno del Jedi.

## Título de la película
La película posee varios títulos, o se pueden referir a ella de varias formas en función de donde aparezca. Este es un pequeño resumen de los mismos:
- DVD original (inglés): Star Wars. Ewoks Adventures. Caravan of Courage.
- DVD español: Star Wars. Los Ewoks. Caravana de Valor.
- DVD español (voz en OFF): Caravana de Valor. Una Aventura de Los Ewoks.
- DVD latino: Star Wars. Ewoks. Caravana de Valor.
- DVD latino (voz en OFF): Caravana del Valor. La Aventura de Los Ewoks.
- Disney + (anuncio): Star Wars Vintage. La Aventura de Los Ewoks.

## Escenario de la acción
La película está ambientada en algún momento entre El Imperio contraataca y El retorno del Jedi y aproximadamente seis meses antes de los hechos mostrados en la secuela Ewoks: The Battle for Endor.

## Sinopsis
En la luna boscosa de Endor, la nave espacial de la familia Towani está casi destrozada. La familia Towani (Catarine, Jeremitt, Mace y Cindel) se encuentra atrapada. Cuando Catarine y Jeremitt desaparecen, los niños se encuentran con el ewok Deej. Después de que Mace trata de matar a los ewoks, éstos logran dominarlo y se llevan a los niños a su casa. Allí, Cindel y Wicket se convierten en amigos. Poco después, los ewoks matan a un animal solo para encontrar un monitor de vida de uno de los padres Towani en la criatura.
Consultan a Logray, quien les informa que los padres han sido capturados por el monstruoso gorax, el cual reside en un desierto, una zona peligrosa. Una caravana de ewoks se forma para ayudar a los niños a encontrar sus padres. Se reúnen con una wistie llamada Izrina y un ewok bullicioso llamado Chukha Trok, antes de llegar a la guarida del gorax. Vencen al gorax en una batalla, liberando a Jeremitt y Catarine, pero Chukha Trok es asesinado. Creen haber destruido al gorax cuando éste cae en un abismo, pero necesitan un golpe final de maza (el hacha de Chukha Trok) para matar a la criatura, que trata de volver a subir para ir tras de ellos. Una vez reunidos, los Towani deciden quedarse con los ewoks hasta que puedan reparar la nave espacial e Izrina vuelve con su familia.

## Reparto
| Actor/Actriz           | Papel(es)            |
| ---------------------- | -------------------- |
| Wilford Brimley        | Noa Briqualon        |
| Warwick Davis          | Wicket               |
| Aubree Miller          | Cindel               |
| Siân Phillips          | Charal               |
| Carel Struycken        | Terak                |
| Niki Botelho           | Teek                 |
| Paul Gleason           | Jeremitt             |
| Eric Walker            | Mace                 |
| Marianne Horine        | Young Witch          |
| Daniel Frishman        | Deej                 |
| Tony Cox               | Willy                |
| Pam Grizz              | Shodu                |
| Roger Johnson          | Lieutenant           |
| Michael Pritchard      | Jugador de cartas #1 |
| Johnny Weissmuller Jr. | Jugador de cartas #2 |
| Matthew Roloff         | Ewok con muletas     |

## Producción

### Inspiración y control creativo
El impulso original para la aventura Ewok fue una idea de George Lucas tenía una hora especial de televisión que se ocupan uno con los ewoks, pero finalmente se amplió en dos horas. Lucas había permitido que su universo de Star Wars que se producirán para la televisión hace seis años con el Star Wars Holiday Special que, aunque el éxito económico en su mayor parte, ha demostrado ser una vergüenza para Lucas. Con La aventura Ewok , Lucas tomó el control total sobre el contenido y la producción de la película, para asegurar una película de buena calidad. Uno de estos eventos durante la producción, que es un ejemplo de esta necesidad de control creativo fue todo el tiempo cuando la película estaba por concluir. El equipo de producción había preparado un guion y le disparó a un anuncio de televisión para la próxima versión. El anuncio aparece Mace, Cindel, y Wicket entrar en un restaurante, que fue creado en los años 50, en donde ordenan batidos. Mace se vuelve hacia la cámara, y ha dicho algo en el sentido de "No te olvides de sintonizar La aventura Ewok , el 25 de noviembre. " Cuando Lucas se mostró el anuncio de su aprobación personal, no le gustaba la idea, e impidió que el comercial salga al aire.

## Reparto
Basada en una historia escrita por George Lucas y un guion de Bob Carrau, el director John Korty transforma el pintoresco bosque de secuoyas de California en el norte de la luna boscosa de Endor. Joe Johnston, director de arte en Industrial Light & Magic durante varios años y uno de los artistas clave en la clásica trilogía de la guerra de las galaxias, actuó como diseñador de producción. Antes de esta película, Johnston había escrito e ilustrado un libro sobre los Ewoks, Las aventuras de Teebo: Un cuento de magia y suspenso . Esto le dio un fondo para crear los árboles alienígenas misma que fue crucial en el diseño de nuevos Ewoks y de su entorno.

## Efectos especiales
Ambas películas sobre los ewok fueron ejemplos de los últimos usos de la animación en stop motion por parte de Industrial Light & Magic (ILM). En los años 1980 esta técnica estaba siendo reemplazada por la animación en go motion, una forma más avanzada muñecos articulados con motor que se movían mientras el obturador de la cámara estaba abierto, la captura de desenfoque de movimiento en la estática de títeres de lo contrario, eliminaba el movimiento staccato dura, a menudo asociada con stop-motion. Sin embargo, los presupuestos de las películas Ewok eran tales que ir en movimiento era demasiado caro para los proyectos, de modo que el stop-motion se utilizó para darse cuenta de las criaturas como el dragón cóndor, blurrgs, y los lobos-jabalí.
Las películas Ewok demostraron ser una oportunidad para ILM para perfeccionar una técnica empleada a partir de 2001: Una odisea del espacio . Esta técnica, utilizada en la fotografía de las pinturas mate , se llama imagen latente pintura mate . En esta técnica, durante la fotografía de acción en vivo, una sección de la lente de la cámara bloqueada, sin impresionar restantes, y una pintura sería diseñado para ocupar ese espacio. La película se rebobina, las áreas bloqueadas invertido, y la pintura fotografió el. Desde la pintura ya existía en la película original, no habría pérdida de calidad de generación.

## Banda sonora
Peter Bernstein compone la música de la película, y las selecciones de la partitura se publicaron el LP por Varèse Sarabande en 1986. La liberación fue conocido simplemente como Ewoks , y también contenía señales de la puntuación de Bernstein Ewoks: La Batalla por Endor .

## Documentales y comentarios
Durante la producción de La Aventura de los Ewoks , los niños en el reparto tenía que equilibrar sus tareas escolares con la actuación en la película. Durante su tiempo en el set, Lucasfilm decidió que podría ser una experiencia gratificante y educativa para los niños mayores de esa edad, Eric Walker (Mace) y Warwick Davis (Wicket), que ha de darse su propia cámara para el uso entre las tomas. Así, se llama W & W Productions , Eric y Warwick realizó un documental de la realización de la película, pero el documental nunca se hizo público, y existe ahora como películas caseras privado a los dos.

## Lanzamiento
La aventura de los ewoks fue emitida por primera vez en la televisión estadounidense el 25 de noviembre 1984. En Estados Unidos la película fue lanzada en VHS y Laserdisc en 1990 a través de MGM , con el título original.
También fue lanzada en DVD en una colección de fenómenos doble con su secuela, Ewoks: la batalla por Endor, el 23 de noviembre de 2004. El lanzamiento fue en doble disco de una sola cara, con una película en cada disco.
Cuando la película fue lanzada en DVD en 2004 que contenía nada más que la propia película. Eric Walker y Warwick Davis declaró en entrevistas que estaría encantado de grabar un comentario de votar por otro futuro lanzamiento en DVD, si algún día Lucasfilm permite una versión más detallada de las películas.

## Adaptaciones
En 1985, Random House publicó el libro de los niños una adaptación de La aventura Ewok por Amy Ehrlich, titulado Los Ewoks y los niños perdidos, utilizó la historia presentada en la película, junto con fotogramas de la película.

## Secuelas
Una secuela de esta película fue estrenada en 1985. Si bien el título de la secuela era simplemente Ewoks II , ésta fue lanzada como Ewoks: La Batalla por Endor . De acuerdo con una entrevista con Warwick Davis, una segunda secuela, conocida solo como "Ewoks III", estuvo por lo menos en la etapa de planificación alrededor de los finales de los ochenta, pero nunca fue producida. La trama de la película, es desconocida.

## Universo Expandido
Desde el lanzamiento de The Adventure Ewok en 1984, varios elementos de la película han llegado a aparecer en otras obras de la guerra de las galaxias del Universo Expandido. Muchos de los personajes, lugares u otros elementos están elaborados con mayor detalle.
- Regreso de los Ewoks (1982) - Disparo en la producción de El Retorno del Jedi, esta película trata de Warwick Davis transformación actor en Wicket, como él decide convertirse en actor.
- Star Wars Episodio VI: El Retorno del Jedi (1983) contó con la introducción de Wicket y los ewoks otros, en el que ayudar a derrotar a las tropas de asalto imperial y el Imperio, que se guarda un generador de escudo en la luna de Endor. El generador es importante porque protege a la segunda Estrella de la Muerte , que se está construyendo actualmente en órbita alrededor de la luna de Endor.
- Ewoks: La Batalla por Endor (1985) fue la segunda de las dos películas Ewok hechas para la televisión. Se refiere al orfanato de Cindel, después de que su familia fue asesinada por los Merodeadores Sanyassan. Los merodeadores también secuestran a muchos de los Ewoks. Después de conocer y ser acogidos por Noa Briqualon , Cindel, junto con los Ewoks, deben unirse para derrotar a los merodeadores y liberar a los otros de sus manos.
- Star Wars: Ewoks (1985-1987) fue una serie animada de ABC con los ewoks que duró dos temporadas. Un seguimiento de las dos películas, incorporó varios elementos introducidos en las dos películas Ewok, tales como la aparición de la reina de las hadas Izarina.
- Test de Tirano (1996) - De acuerdo con la continuidad oficial de la guerra de las galaxias del Universo Expandido , el carácter de Cindel Towani llegó a aparecer en la prueba de Tirano , el tercer libro de Michael P. Kube-McDowell 's Star Wars serie de libros, El Negro Trilogía de la Flota de crisis . En la novela, que se distribuyen en diez años después de la batalla de Endor , Cindel se demuestra que han crecido hasta convertirse en un reportero en Coruscant. Durante la crisis yevethanos, Cindel recibió la llamada plataforma Mallar cintas de Almirante Drayson, y se filtró la historia del único sobreviviente del ataque yevethanos de Polneye. El informe se pretende ganarse la simpatía entre la gente de la Nueva República y el Senado. Funcionó. El Universo Expandido reclamaciones Cindel decidió unirse a la Nueva República y entrar en el periodismo después de presenciar la batalla de Endor.
- Star Wars Galaxies: An Empire Divided (2003) es un MMORPG. En el juego, el jugador tiene la oportunidad de encontrar el Gorax y las especies Gorax, como se ve en La Aventura de los Ewoks.

## Premios
En la entrega de los Premios Emmy de 1985 (es decir, al año siguiente de su primera emisión en televisión) Caravan of Courage: An Ewok Adventure se llevó dos galardones:
- Outstanding Children's Programming («mejor programa infantil»)
- Outstanding Special Visual Effects («mejores efectos visuales»)